# Sobčice
Sobčice (deutsch: Sobschitz) ist eine Gemeinde im Okres Jičín in der Region Königgrätz in Tschechien.
Die erste schriftliche Erwähnung des Dorfes stammt aus dem Jahr 1369.

## Sehenswürdigkeiten
- Schloss Sobčice

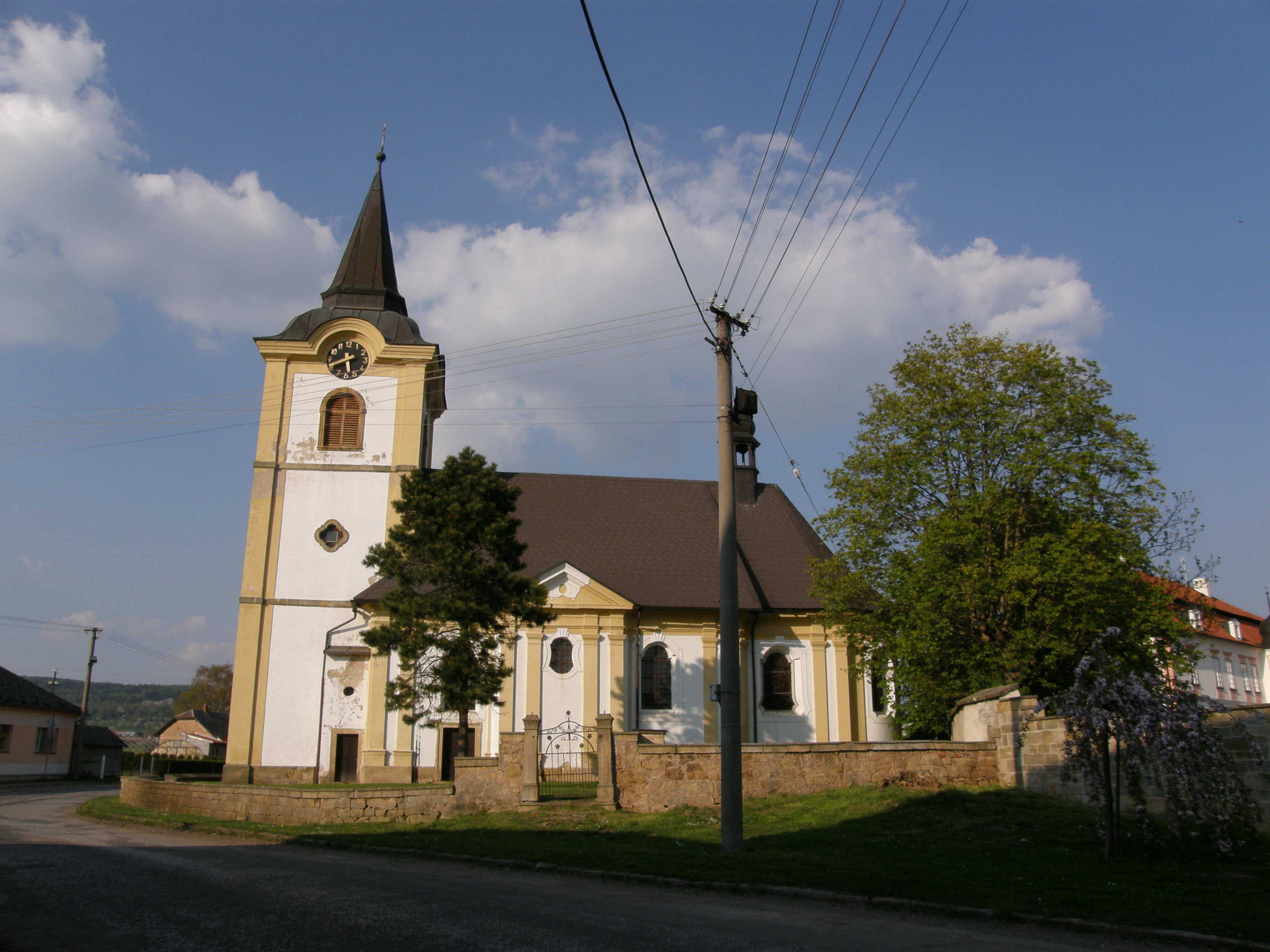
Kirche St. Prokop
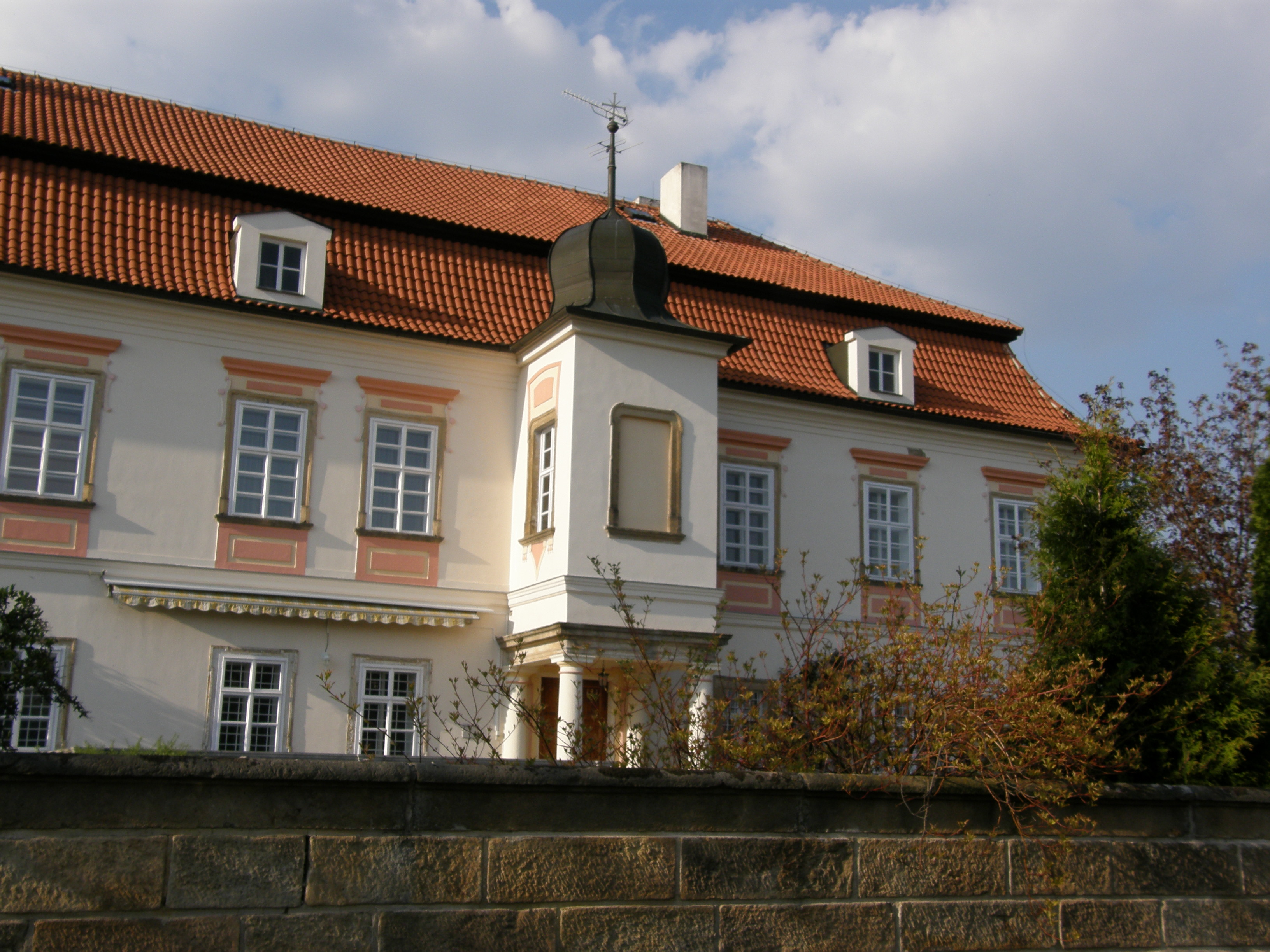
Schloss Sobčice
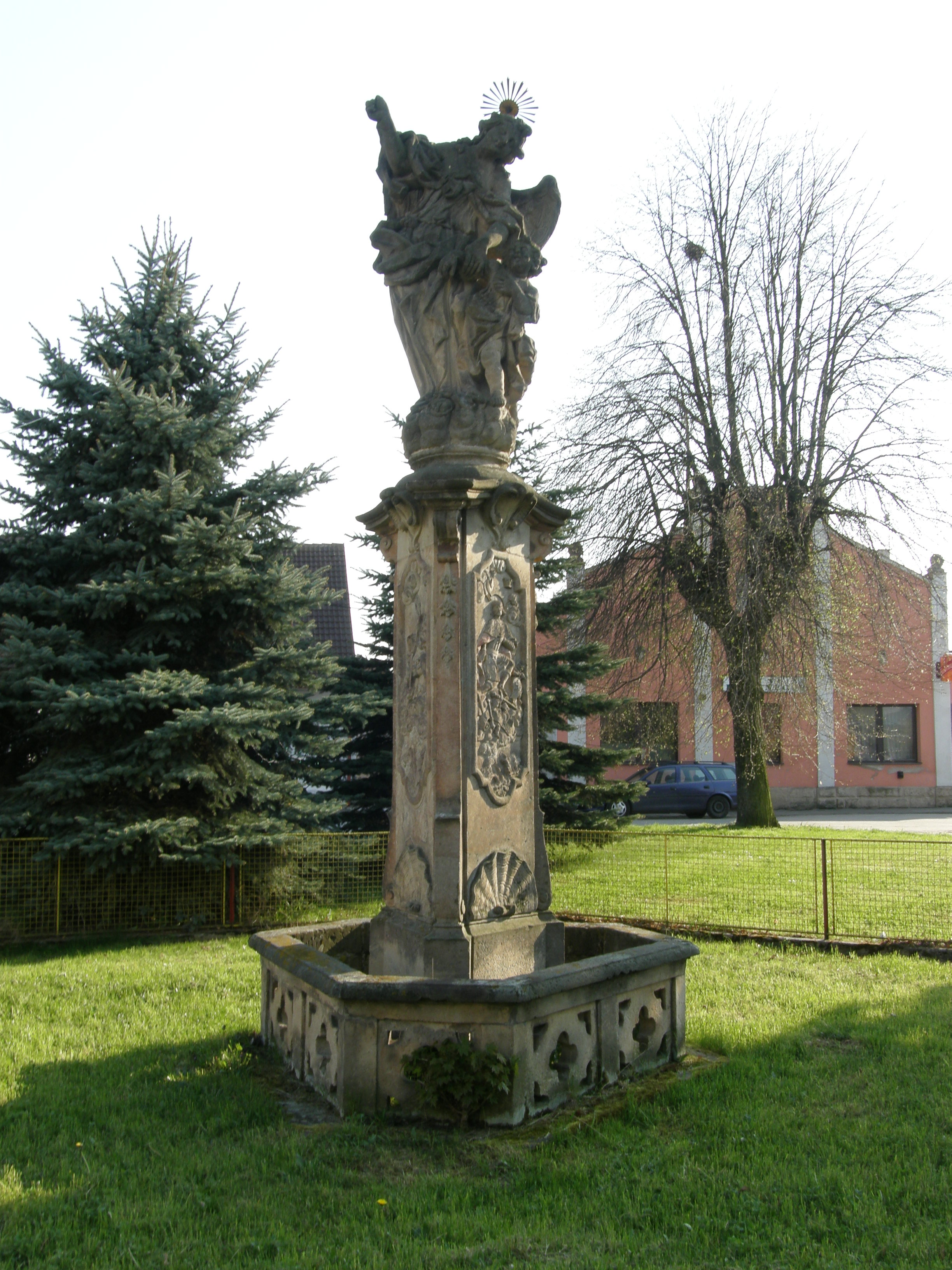
Säule mit der Statue des Schutzengels
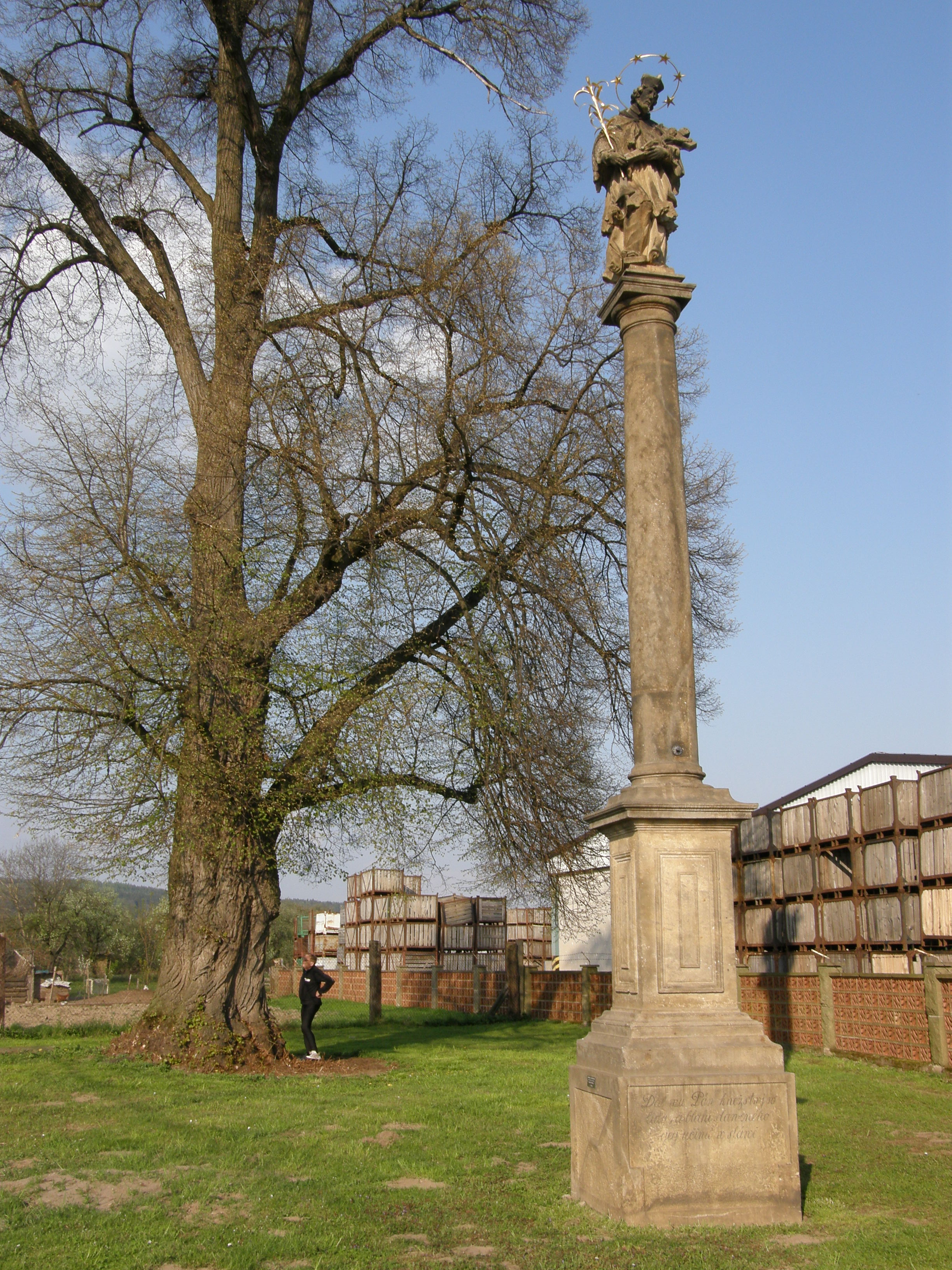
Säule mit einer Statue des St. Johann Nepomuk

- Schutzengel-Statue auf dem Platz
- Statue des Hl. Johannes Nepomuk
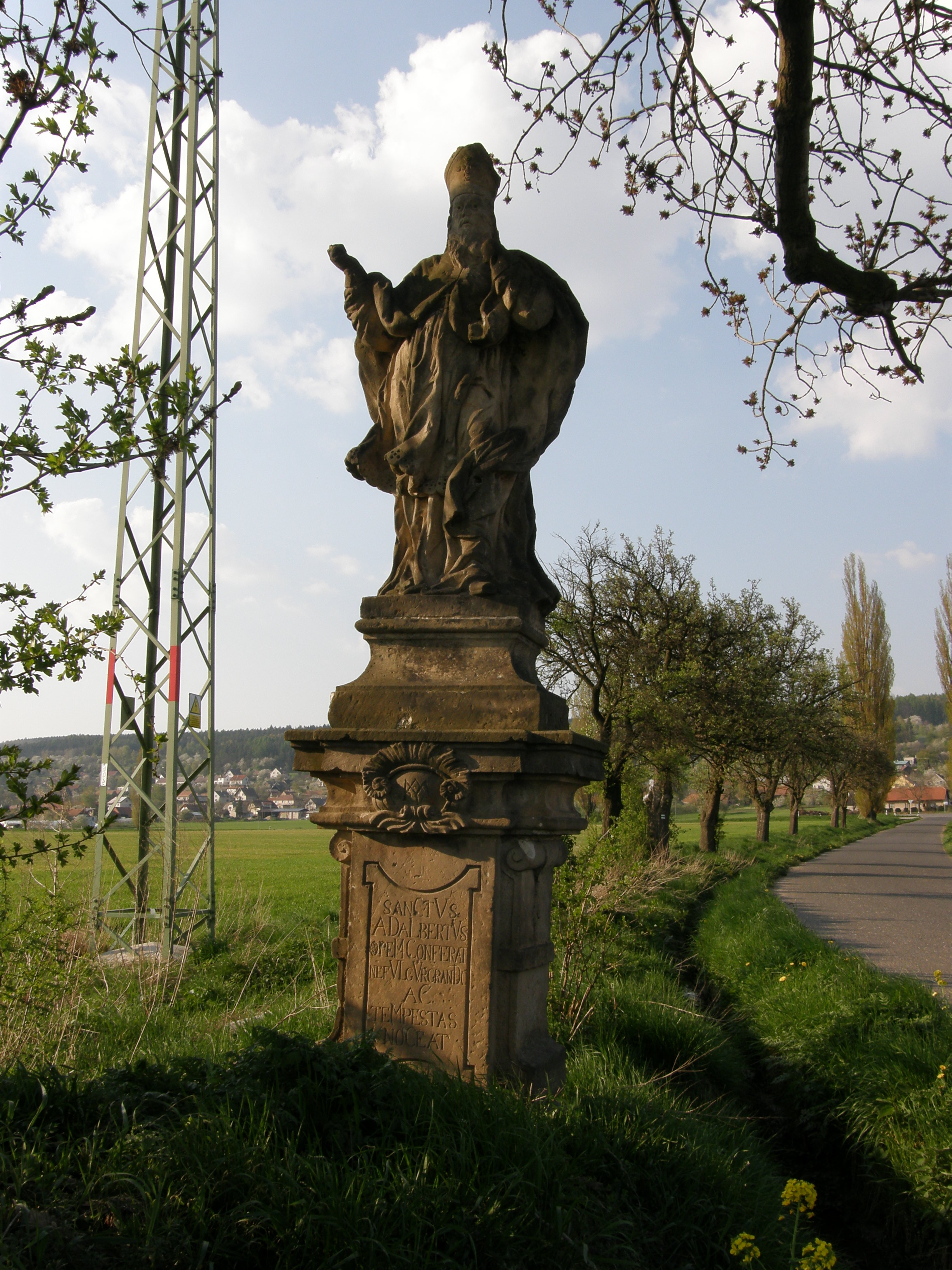
Statue von St. Adalbert

- Kirche St. Prokop
- Schloss Sobčice
- Säule mit der Statue des Schutzengels
- Säule mit einer Statue des St. Johann Nepomuk
- Statue von St. Adalbert